# Ten Gentlemen from West Point
Pour plus de détails, voir Fiche technique et Distribution.
Ten Gentlemen from West Point (Ceux de West Point, ou Les Dix héros de West Point en français) est un film américain réalisé par Henry Hathaway, sorti en 1942.

## Synopsis
Au début du XIXe siècle, l'Académie militaire de West Point ouvre ses portes à tous les milieux sociaux malgré les réticences de certains, dont l'officier responsable, Sam Carter. Plusieurs hommes s'engagent dans la première promotion, parmi lesquels le riche Howard Shelton et Joe Dawson, un bûcheron du Kentucky. Les deux hommes sont d'abord antagonistes l'un envers l'autre, surtout lorsque Joe tombe amoureux de la fiancée d'Howard, Carolyn Brainbridge. Ils finissent par devenir amis et ils prendront part à la guerre contre Tecumseh sous la présidence de William Henry Harrison.

## Fiche technique
- Titre original : Ten Gentlemen from West Point
- Réalisation : Henry Hathaway, assisté de Robert D. Webb (non crédité)
- Scénario : Richard Maibaum d'après une histoire de Malvin Wald ;  Ben Hecht, Talbot Jennings  et Darryl F. Zanuck (non crédités)
- Dialogues : George Seaton
- Direction artistique : Richard Day et Nathan Juran
- Décors : Thomas Little
- Costumes : Dolly Tree ; Sam Benson (non crédité)
- Photographie : Leon Shamroy
- Montage : James B. Clark
- Musique : Alfred Newman ; David Buttolph et Cyril J. Mockridge (non crédités)
- Production : William Perlberg
- Société de production : Twentieth Century Fox
- Pays de production : États-Unis
- Langue : anglais
- Format :  Noir et blanc - 35 mm - 1,37:1 - Son mono  (Western Electric Mirrophonic Recording)
- Genre : Drame, aventure[1]
- Durée : 102 minutes
- Date de sortie :
  - États-Unis : 4 juin 1942 (New York)

## Distribution
- George Montgomery : Joe Dawson
- Maureen O'Hara : Carolyn Brainbridge
- John Sutton : Howard Shelton
- Laird Cregar : Major Sam Carter
- Shepperd Strudwick : Henry Clay
- Victor Francen : Florimond Massey
- Harry Davenport : Bane
- Ward Bond : Sgt. Scully
- Douglass Dumbrille : Général William Henry Harrison
- Ralph Byrd : Maloney
- Joe Brown Jr. : Benny Havens
- David Bacon : Shippen
- Esther Dale : Mme Thompson
- Richard Derr : Chester
- Louis Jean Heydt : Jared Danforth
- Harry Stubbs : Sénateur